# Meix-devant-Virton
Meix-devant-Virton là một đô thị ở tỉnh Luxembourg. Ngày 1 tháng 1 năm 2007 đô thị này có 2.675 dân. Tổng diện tích là 54,2 km², với mật độ dân số 49,4 người trên mỗi km².